# ハイサイド・コーポレーション
株式会ハイサイド・コーポレーション（英語: Highside Co.,Ltd）は、東京都目黒区に本社を置く、化粧品、医薬部外品の企画・開発・販売を主な事業とし、各種美容商品の仕入れ・販売および美容サロンの経営コンサルティングを行う企業である。2019年7月に「株式会社ハイサイド」に社名を変更した。

## 概要
2003年3月、最先端の高機能化粧品がほぼ流通していなかった時代、当社は東京・世田谷のマンションで創業する。
2003年8月、AMPLEUR（アンプルール）、新安定型ハイドロキノン配合「ラグジュアリーホワイトクリーム」を発売開始する。
2007年11月、サロン向け化粧品「ウォブスタイル」発売開始する。

## 沿革
- 2003年（平成15年）
  - 3月：株式会社ハイサイド・コーポレーションを設立
  - 8月：AMPLEUR（アンプルール）、最初の製品「ラグジュアリーホワイトクリーム」を発売開始
- 2004年（平成16年）
  - 2月：「ラグジュアリーホワイトローション」発売
  - 7月：「ラグジュアリーホワイトコンセントレート」発売
- 2006年（平成18年）
  - 8月：アンプルールの新アンチエイジングシリーズ「ラグジュアリー・デ・エイジ」シリーズ発売開始
  - 9月：業務拡大の為、中目黒へ移転
- 2007年（平成19年）
  - 1月：提携クリニック「ウォブクリニック中目黒」オープン
  - 11月：サロン向け化粧品「ウォブスタイル」発売開始
- 2011年（平成23年）
  - 9月：「ラグジュアリーホワイトエマルジョンゲル」発売
- 2013年（平成25年）
  - 1月：業務拡大の為、中目黒ITビルへ本社移転
  - 9月：海外事業部新設
- 2015年（平成27年）
  - 1月：インドネシア子会社「PTHIGHSIDEINDONESIA」設立
  - 4月：「SociedadedePerfumariasNally,Lda.」へ出資
  - 11月：シンガポール子会社「HIGHSIDELABORATORIESSINGAPOREPTE.LTD.」設立